# 구보타역 (사가현)
구보타역(일본어: 久保田駅)은 일본 사가현 사가시에 있는 철도역이다.

## 타는 곳
| 1 | ■ 나가사키 본선            | 히젠야마구치·나가사키·사세보 방면 |
| 1 | ■ 가라쓰 선                | 가라쓰·니시카라쓰 방면            |
| 2 | ■ 나가사키 본선            | 사가·도스·하카타·모지 항 방면     |
| 3 | ■ 가라쓰 선                | 가라쓰·니시카라쓰 방면            |
| 3 | ■ 가라쓰 선 (사가 행 열차) | 사가 방면                         |

## 역세권 정보
- 국도 제34호선
- 국도 제207호선

## 역사
- 1896년 10월 10일: 영업 개시.

## 인접역
| 규슈 여객철도 ■ 나가사키 본선 | 규슈 여객철도 ■ 나가사키 본선 | 규슈 여객철도 ■ 나가사키 본선 |
| ----------------------------- | ----------------------------- | ----------------------------- |
| 나베시마 도스 방면            |                               | 우시즈 히젠야마구치 방면      |
| 규슈 여객철도 ■ 가라쓰 선     |                               |                               |
| 시·종착역                     |                               | 오기 니시카라쓰 방면          |